# Светозар Милетич (Сомбор)
Светозар Милетич чи Світозар Милетич (серб. Светозар Милетић/Svetozar Miletić), хорватська і стара сербська назва Лемеш (хорв. Lemeš) — село в Сербії, належить до общини Сомбор Західно-Бацького округу в багатоетнічному, автономному краю Воєводина.
Перша згадка поселення на цьому місці датується бл. 1400 р.: як Хайський Ловренаць (Хајски Ловренац, Haj Syent Lorinc), а пізніше Халмош, що належало до земель Угорщини. Після звільнення від турецького панування в 1687 році знову входить до угорських земель, які тоді перебували в складі Австрійської імперії: під назвою Лемеш чи Немеш Милитич (Немеш Милитић, угор. Nemesmilitics), німецька назва Берауерсгайм (нім. Berauersheim). У 1925 році село перейменоване на честь сербського державного і політичного діяча Светозара Милетича.

## Населення
Населення села становить 3243 осіб (2002, перепис), з них:
- мадяри — 1455 — 45,91 %;
- хорвати — 581 — 18,33 %;
- серби — 549 — 17,32 %;
- бунєвці — 28 — 6,84 %;

Решту жителів  — з десяток різних етносів, зокрема: македонці, румуни, югослави, німці і навіть кілька русинів-українців.